# Кодин
Кодин — археологический памятник, остатки двух поселений (Кодин I и Кодин II) V—VII веков нашей эры. Расположен на южных окраинах современного города Черновцы в одноименном урочище на территории села Чагор Черновицкого района Черновицкой области Украины. Исследования велись в 1977—1979 годах. Проводил раскопки археолог Борис Тимощук.
На поселении Кодин I открыто 30 жилых и хозяйственных построек, на поселении Кодин II — 46 (исследователи выделяют здесь до 6 последовательных хронологических периодов застройки). Оба поселения относятся к пражской культуре, её носителями были племена склавинов. Жилье — квадратные полуземлянки с каменными печами. Керамика лепная. В самых ранних жилищах (V век) обнаружено по несколько обломков сероглиняной гончарной керамики черняховской культуры. Две железные фибулы из поселения Кодин I датированы V веком (они имеют большое значение для установления времени возникновения пражской культуры). Найдены металлические и костяные орудия труда, бронзовые украшения. В поселении Кодин II открыто несколько жилищ культуры карпатских курганов.